# Kazimierz Peszkowski
Kazimierz Mieczysław Peszkowski (ur. 24 sierpnia 1892 w Ustrzykach Dolnych, zm. 1952 w Warszawie) – major kawalerii Wojska Polskiego, działacz niepodległościowy, kawaler Orderu Virtuti Militari.

## Życiorys
Urodził się 24 sierpnia 1892 w Ustrzykach Dolnych, w ówczesnym powiecie liskim Królestwa Galicji i Lodomerii, w rodzinie Mieczysława i Józefy z Osmólskich. Był bratem Zdzisławy (1886–1947), Leopolda Konrada, ps. „Lwowiak” (1896–1974), kawalera Orderu Virtuti Militari, oraz Józefa Władysława, ps. „Jastrzębski II” (1906–1988), podporucznika AK.
Uczęszczał do c. k. II Szkoły Realnej we Lwowie, a w latach 1913–1914 studiował w Szkole Politechnicznej we Lwowie. Od 1912 był członkiem Polowych Drużyn Sokolich. 29 sierpnia 1914 wraz z Polową Drużyną Sokoła przy Sokole „Macierzy” wyszedł ze Lwowa wraz z Legionem Wschodnim. 10 września 1914 w Krakowie wstąpił do Baonu Albina Fleszara ps. „Satyr”, z którym wyjechał do Piotrkowa, gdzie został przydzielony do II plutonu 2. szwadronu późniejszego 1 Pułku Ułanów Legionów Polskich. Od 3 lutego do 4 kwietnia 1917 był słuchaczem kawaleryjskiego kursu podoficerskiego w Ostrołęce, który ukończył w stopniu kaprala z wynikiem dobrym. W pułku przebywał do 10 września 1917, a następnie został wcielony do armii austro-węgierskiej. 
1 listopada 1918 w Krakowie wstąpił do dywizjonu rotmistrza Jabłońskiego. 31 grudnia 1918 został ranny pod Czyszkami. Do 25 marca 1919 leczył się w szpitalach w Przemyślu i Krakowie. 18 marca 1919 jako podoficer byłych Legionów Polskich został mianowany z dniem 1 marca 1919 podporucznikiem kawalerii z równoczesnym przeniesieniem z 1 Brygady Kawalerii do 11 Pułku Ułanów. W szeregach tego oddziału walczył na wojnie z bolszewikami, a po jej zakończeniu kontynuował służbę jako żołnierz zawodowy. 3 maja 1922 został zweryfikowany w stopniu rotmistrza ze starszeństwem z 1 czerwca 1919 i 336. lokatą w korpusie oficerów jazdy (od 1924 – kawalerii). 18 lutego 1928 został mianowany majorem ze starszeństwem z 1 stycznia 1928 i 42. lokatą w korpusie oficerów kawalerii. W kwietniu tego roku został przeniesiony do 13 Pułku Ułanów w Nowej Wilejce na stanowisko dowódcy szwadronu zapasowego. W lipcu 1929 został przesunięty na stanowisko kwatermistrza. W marcu 1930 został przeniesiony do 21 Dywizji Piechoty Górskiej w Bielsku na stanowisko szefa taborów, a w maju 1932 przeniesiony na stanowisko komendanta placu Płock. W marcu 1934 został zwolniony z zajmowanego stanowiska i oddany do dyspozycji dowódcy Okręgu Korpusu Nr I, a z dniem 31 lipca tego roku przeniesiony w stan spoczynku. Od 1934 pracował jako radca w Ministerstwie Skarbu.
Wziął udział w powstaniu warszawskim. Po kapitulacji dostał się do niemieckiej niewoli. Przebywał w Oflagu II C Woldenberg, nr jeniecki 101454. Po uwolnieniu z niewoli powrócił do kraju, ujawnił swoją przynależność do AK i został zarejestrowany w jednej z rejonowych komend uzupełnień. W Oddziałowym Archiwum Instytutu Pamięci Narodowej w Katowicach przechowywane są materiały operacyjne dotyczące Kazimierza Peszkowskiego „byłego majora w oddziale AK operującym w okolicach Lwowa w czasie II wojny światowej”.
Po wojnie był prześladowany przez UB. Jego brat Leopold Konrad po sfingowanym procesie spędził 10 lat w więzieniu. Zmarł na zawał serca w 1952 w Warszawie. Pochowany na Cmentarzu Parafii Katedralnej św. Mikołaja w Bielsku-Białej (sektor 21-2-22).
Od 24 lipca 1930 był mężem Marii z Olchowików (1905–1976), z którą miał syna Sławomira Teresę (1931–1992).

## Ordery i odznaczenia
- Krzyż Srebrny Orderu Wojskowego Virtuti Militari nr 2293 – 3 lutego 1922[28][29][30][31]
- Krzyż Niepodległości – 12 maja 1931 „za pracę w dziele odzyskania niepodległości”[32]
- Krzyż Walecznych dwukrotnie[33]
- Złoty Krzyż Zasługi – 28 czerwca 1939 „za zasługi na polu pracy społecznej”[22]
- Medal Pamiątkowy za Wojnę 1918–1921[34]
- Medal Dziesięciolecia Odzyskanej Niepodległości[34]
- Odznaka „Za wierną służbę” – 6 sierpnia 1916[35]
- Odznaka za Rany i Kontuzje z jedną gwiazdką
- Krzyż Oficerski Orderu Korony Rumunii[36][37]
- łotewski Medal 10 Rocznicy Wojny Niepodległościowej – 1929[38]